# The Substitute 2
Série The Substitute
The Substitute
(1996) The Substitute 3
(1999)
Pour plus de détails, voir Fiche technique et Distribution.
The Substitute 2 ou Le suppléant 2: la fin des classes au Québec (The Substitute 2: School's Out) est un téléfilm américain réalisé par Steven Pearl et diffusé en 1998. Il s'agit de la suite du long métrage The Substitute sorti deux ans plus tôt. Les deux films n'ont cependant pas de lien et Tom Berenger ne reprend pas son rôle. Treat Williams incarne un tout nouveau personnage, Karl Thomasson, qui reviendra dans les deux opus suivants.

## Synopsis
Alors qu'il s'oppose à un vol de voiture perpétré par une bande appelée le « Gang des cagoules », Randall Thomasson — professeur dans un lycée — est tué par balles. Son frère Karl débarque alors à Brooklyn pour découvrir qui est derrière ce meurtre et ces vols. Il se fait passer pour son remplaçant au lycée. Il atterrit dans un établissement à très hauts risques, le dernier endroit où l'on a envie d'enseigner. Les gangs y font la loi et les profs y jouent leur vie. Un seul homme peut-il y remettre de l'ordre ?

## Fiche technique
Sauf indication contraire, les informations mentionnées dans cette section peuvent être confirmées par la base de données cinématographiques IMDb,  présente dans la section « Liens externes ».
- Titre original : The Substitute 2 : School's Out
- Titre français : The Substitute 2
- Titre québécois : Le suppléant 2: la fin des classes
- Réalisation : Steven Pearl
- Scénario : Roy Frumkes et Rocco Simonelli
- Pays de production :  États-Unis
- Distribution : Artisan Entertainment
- Lieu de tournage : Brooklyn
- Genre : action, drame
- Durée : 90 minutes
- Dates de sortie[1] :
  - États-Unis : 3 avril 1998 (1re diffusion TV)
- interdit aux moins de 12 ans

## Distribution
- Treat Williams : Karl Thomasson
- Susan May Pratt : Anya Thomasson
- B. D. Wong : Warren Drummond
- Michael Michele : Kara LaVelle
- Lawrence Gilliard, Jr. : Dontae
- Eugene Byrd : Mace
- Guru : Little B
- Christopher Cousins : Randall Thomasson
- Owen Stadele : Joel
- Edoardo Ballerini : Danny Bramson
- Chuck Jeffreys : Willy
- Camille Gaston : Keyshawn
- Daryl Edwards : Johnny Bartee
- Antonio David Lyons : Sodaboy
- Paul Lazar : Mack Weathers
- Angel David : Joey